# هنغة جال (ننور)
هنغة جال (بالفارسية: هنگه ژال) هي قرية تقع في إيران في قسم ننور الريفي. يقدر عدد سكانها بـ 162 نسمة بحسب إحصاء 2016.